# Цветомир Иванов
Цветомир Иванов е български артист и телевизионен водещ.

## Биография
Цветомир Иванов е роден на 20 май 1972 г. в Плевен. Завършва НАТФИЗ „Кръстьо Сарафов“ в класа на професор Крикор Азарян с асистенти Тодор Колев и Николай Поляков. Играе в Държавния театър в Перник, Театър „Българска армия“ и Сатиричен театър „Алеко Константинов“.
Телевизионната му кариера започва в Нова телевизия като водещ на първия сутрешен блок – „Почна се“. Участва в различни детски, кулинарни и хумористични предавания, едно от главните действащи лица е в телевизионния филм на БНТ „Корави старчета“ (2011), играе ролята на компютърен специалист във филма „Корпус за бързо реагиране“).
От 2016 г. е водещ на телевизионното шоу, състезанието „Семейни войни“.
Има една дъщеря.

## Филмография
- Корави старчета (2011) – полицай
- Летовници (2016) – фотограф
- Корпус за бързо реагиране 2: Ядрена заплаха (2014) – Цецко